# بندر گوگسر
بندر گوگسر، روستایی از توابع بخش لیردف شهرستان جاسک در استان هرمزگان ایران است.

## بندر تجاری گوگسر
ایرنا- با مجوز وزارت کشور بندر صیادی گوگسر در شهرستان جاسک در شرق استان هرمزگان ، بندر تجاری- صادراتی می‌شود و هم اکنون دستگاه‌های اجرایی در حال استقرار در این بندر هستند.
شهرستان جاسک در ۳۰۰ کیلومتری شرق بندرعباس مرکز استان هرمزگان واقع شده و گوگسر با جمعیت یک هزار و ۲۰۰ نفری از جمله توابع این شهرستان است که شغل مردم آن صیادی است.
بندر گوگسر با ۱۵ کیلومتر نوار ساحلی در مرز دو استان هرمزگان و سیستان و بلوچستان واقع شده و فاصله‌اس با بندر مسقط عمان برابر ۱۸۰ کیلومتر (یکصد مایل دریایی) است.
اکنون یک هزار و ۸۴۰ صیاد با ۲۸۰ لنج و قایق در بندر گوگسر مشغول به فعالیت هستند.
فرماندار جاسک پنجشنبه شب در نشستی در همین رابطه اظهار داشت: بندرگوگسر تا سال ۱۳۶۰ از بنادر تجاری فعال در شرق استان هرمزگان بود که برای مدتی، حجم فعالیت‌ها در آن کاهش یافت اما در سالهای اخیر رونق آن بر اساس سند توسعه سواحلمکران در دستور کار می‌باشد.
محمد رادمهر ادامه داد: با فراهم شدن زیرساخت ها و استقرار تجهیزات مورد نیاز بندری و حضور دستگاه‌های مسوول در این بندر، خط دریایی جهت صادرات کالا از این بندر به عمان و امارات متحده عربی راه اندازی می‌شود.
وی خاطرنشان کرد: با تحقق این موضوع، شاهد رونق و توسعه اقتصاد منطقه و بهبود معیشت مردم در این شهرستان خواهیم بود.
فرماندار جاسک در این نشست با اشاره به ظرفیت‌های ویژه این شهرستان جهت جذب سرمایه گذاری، گفت: بندر جاسک یکی از گذرگاه های اصلی کریدور جنوبی تجارت ایران و کشورهای حوزه ساحل مکران است که باید ظرفیت‌های سرمایه گذاری آن را بیش از پیش معرفی کنیم.
وی تاکید کرد:  ساحل مکران جاسک، این ظرفیت را دارد که به منطقه ای ایده‌آل برای توسعه سرمایه‌گذاری، تولید و صادرات محصولات مورد نیاز بازارهای مصرف منطقه‌ای تبدیل شود و دولت تدبیر  و امید توجه ویژه‌ای نسبت به این موضوع دارد.